# Đội hình bắn lia và chống bắn lia

Các đơn vị ở trong vị trí bắn lia "in enfilade" (màu đỏ) và chống bắn lia "in defilade" (xanh) cùng với các đơn vị khác (xanh lá cây) tấn công cạnh sườn

Enfilade (Bắn lia/ bắn thẳng) và defilade (chống bắn lia/ chống bắn thẳng) là một hình thái chiến thuật quân sự, trong đó mô tả đội hình của quân nhà khi đối đấu với hỏa lực quân địch. Đội hình "bắn lia" (In enfilade) là đội hình mà hỏa lực có thể triển khai theo hàng dọc theo trục dài của hàng quân. Một đơn vị lính hoặc một vị trí ở trạng thái "Chống bắn lia" nếu như nó sử dụng vật che chắn tự nhiên hoặc nhân tạo để che chắn trước hỏa lực bắn thẳng của địch. Chiến thuật này, được đặt bởi người Anh trong Chiến tranh Trăm Năm, lấy từ từ tiếng Pháp enfiler và défiler.
Hỏa lực bắn lia (Enfilade fire)—là hỏa lực trực tiếp bắn thẳng vào đội hình quân địch không nấp sau công sự—còn gọi phổ biến hơn là bắn tạt sườn. Enflade fire còn áp dụng cho bắn thẳng vào một nhóm quân địch đang vận động hoặc đứng yên (Frontal Enfilade), trong khi bắn tạt sườn được gọi là Flank Enfilade. Raking fire là một khái niệm tương tự được sử dụng trong chiến tranh trên biển. Strafing, là sự công kích mục tiêu mặt đất từ máy bay, cũng được thực hiện bằng kỹ thuật bắn lia. Nó là phương pháp rất hiệu quả, và thường được các máy bay cường kích sử dụng.

## Enfilade

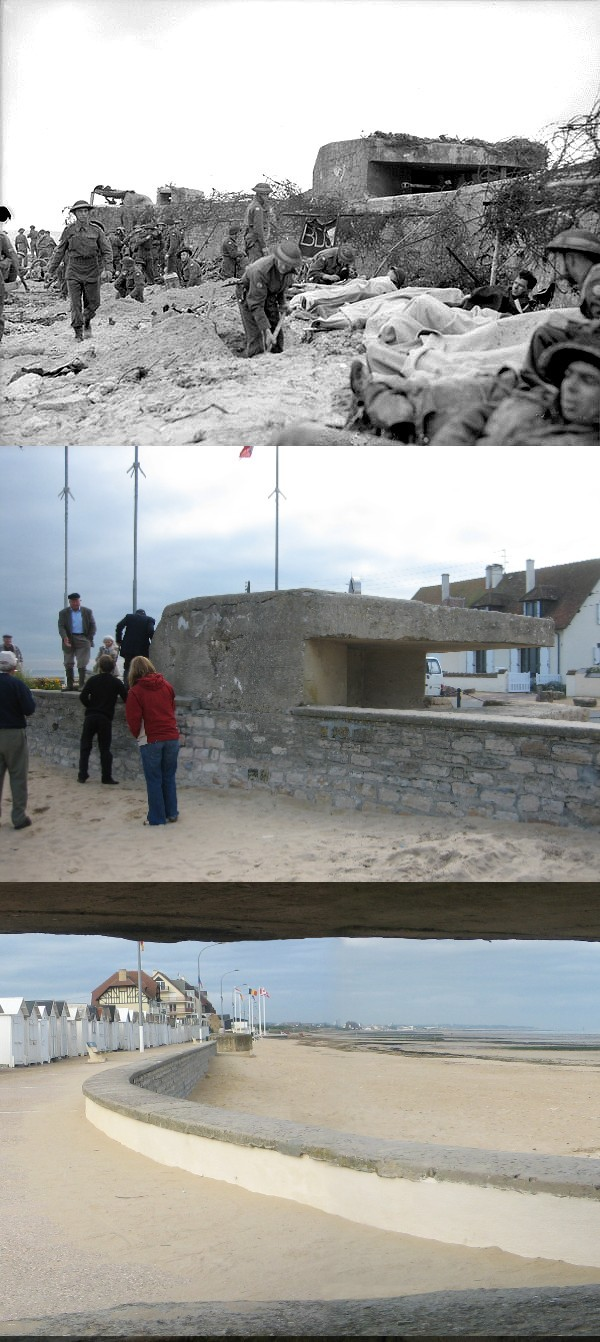
Từ trên xuống: Boong ke của quân Đức trên bãi biển Juno cùng với thương binh người Canada, 6/6/1944. Vẫn là boongke đó vào tháng 9 năm 2006. Ảnh cưối là tầm quan sát cạnh sườn từ boongke so với đê chắn sóng.

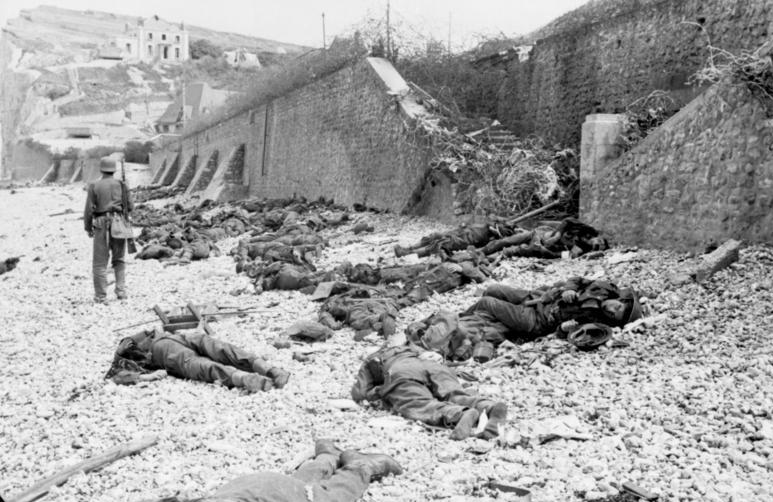
Lính Canada tử trận trên bãi biển trong Trận Dieppe năm 1942. Họ bị bắn từ bên cạnh sườn từ phía boong ke bên trái, ngay trên đầu lính Đức trong ảnh. Lính Canada khi đổ bộ, bị kẹp giữa bãi biển và tường chắn sóng, trở thành mục tiêu cho các xạ thủ MG 34.

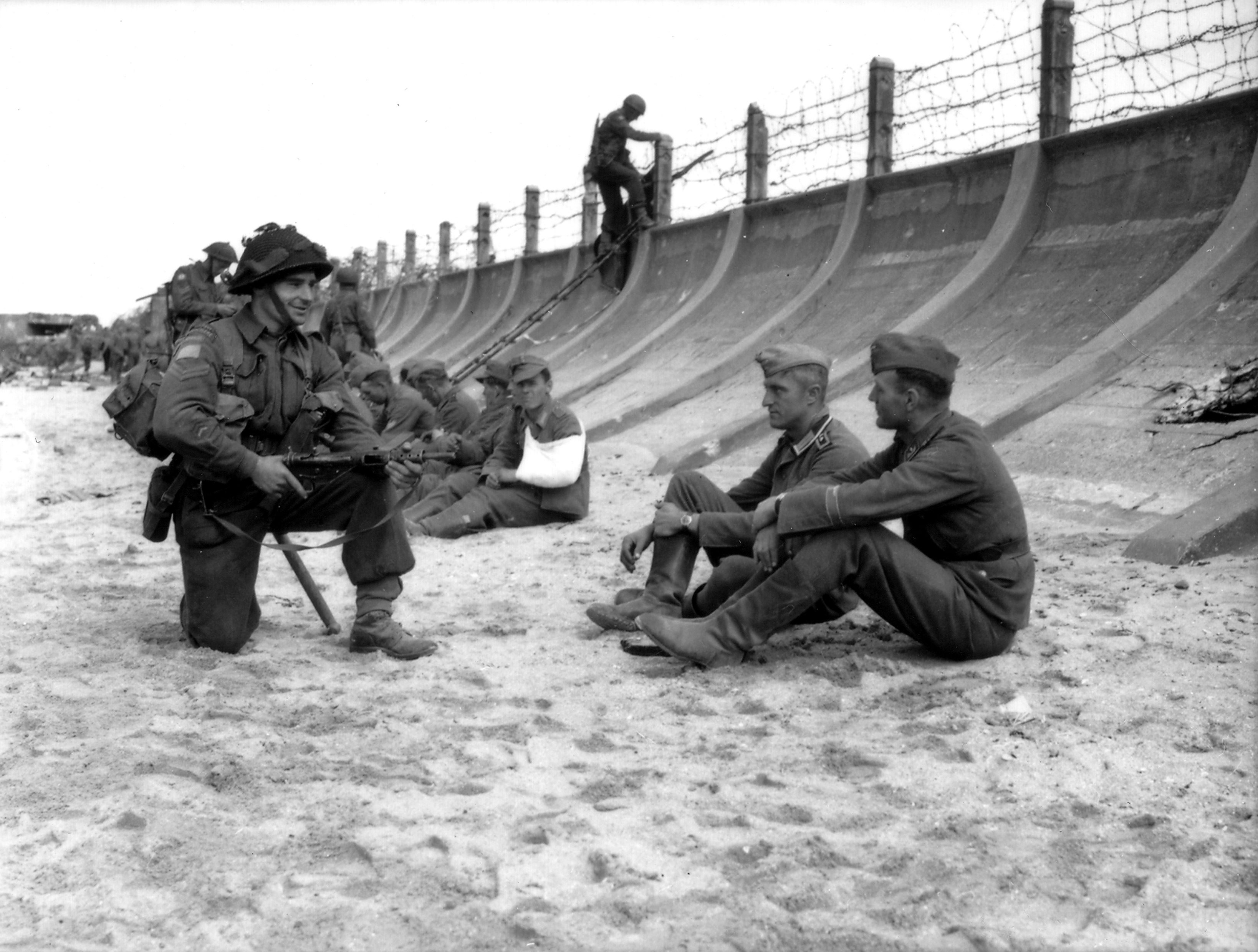
Bãi biển Juno trong cuộc đổ bộ Normandy năm 1944, dù cho tường chắn sóng không quá cao, nhưng quân tấn công bắt buộc phải dùng thang để vượt qua hàng rào thép gai trên đỉnh. Tường chắn sóng có sạng cong, làm chậm đà tiến công của quân Đồng minh, giúp các xạ thủ súng máy ở Boong ke bên trái có nhiều thời gian để bắn tạt sườn đội hình tấn công.

Một đội hình hoặc vị trí ở trạng thái bị bắn lia (In enfilade) nếu như hỏa lực có thể bao trùm lên dọc theo trục dài của đội hình. Ví dụ, một đường hào sẽ là vị trí bị bắn lia nếu như hỏa lực của đối phương có thể bắn quét xuống dọc theo chiều dài của chiến hào. Một nhóm quân xếp theo một đội hình dạng cột sẽ là mục tiêu bị bắn lia nếu như bị bắn bởi hỏa lực bắn thẳng hoặc từ cạnh sườn, khi đó hỏa lực sẽ có thể đi xuyên qua suốt chiều dài của hàng quân. Một hàng lính di chuyển theo hàng dọc khi xung phong cũng ở trong vị trí bắn lia nếu như bị bắn từ cạnh sườn.
Bắn lia là một chiến thuật từng được sử dụng từ thời điểm diễn ra trận Taginae, và trong chiến thuật phòng ngự, theo đó quân phòng ngự có cơ hội để đánh thọc sườn quân tấn công. Hỏa lực bắn thẳng/cạnh sườn cũng được sử dụng khi quân đội Anh thời trung cổ sử dụng đội hình cung thủ dàn hàng ngang cùng với kỵ binh lần đầu trong trận chiến Dupplin Moor năm 1332 và được sử dụng khi quân Anh đối đầu với quân Pháp trong Chiến tranh Trăm Năm. Ưu điểm của bắn lia vào đội hình địch là, nhờ bắn dọc theo đội hình, tỉ lệ bắn trúng đối phương sẽ cao hơn. Bắn lia có ưu điểm là người lính sẽ nhanh chóng lấy đường ngắm bắn kẻ địch nhanh hơn là phải ước lượng khoảng cách để tránh viên đạn bắn ra quá gần hoặc quá xa mục tiêu. Ngoài ra, đạn bắn trực tiếp và đạn bắn cầu vồng khi bắn trượt mục tiêu đã định thì vẫn sẽ trúng vào mục tiêu khác do đường đi của viên đạn dọc theo đội hình của quân địch.
Khi xây dựng công sự, bắn lia là chiến thuật thường được áp dụng để quân phòng thủ có thể hỗ trợ lẫn nhau. Quân địch muốn tấn công một vị trí phòng thủ nào đó, sẽ bị phơi mình trước hỏa lực cạnh sườn từ một hướng phòng thủ khác. Do đó người ta thường xây dựng các cứ điểm phòng thủ có hình ngôi sao.

## Chống bắn lia
Một đơn vị lính hoặc một vị trí trở thành trạng thái "chống bắn lia" nếu như nó sử dụng một lá chắn chướng ngại tự nhiên hoặc nhân tạo để bảo vệ. Đối với Phương tiện chiến đấu bọc thép, vị trí chống bắn lia đồng nghĩa với vị trí mà xe bọc thép được chôn bán ngầm xuống đất hay nấp sau lũy đất, chỉ hở tháp pháo của xe tăng (hull-down) hay chỉ hở súng máy (turret-down).